# Sandro Lukovic
Sandro Lukovic (ur. 29 września 1991 roku w Tuzla) – austriacki kierowca wyścigowy pochodzenia bośniackiego.

## Kariera
Lukovic rozpoczął karierę w wyścigach samochodowych w 2010 roku od startów w Europejskim Pucharze Formuły Renault 2.0 z austriackim zespołem Interwetten Junior Team. Z dorobkiem sześciu punktów uplasował się tam na 18 pozycji w klasyfikacji generalnej. Rok później pojawił się w stawce Północnoeuropejskiego Pucharu Formuły Renault 2.0. W jednym z dwóch wyścigów, w których wystartował, stanął nawet na podium. Uzbierane 20 punktów pozwoliło mu zająć 36 miejsce w klasyfikacji końcowej. Obecnie Bośniak startuje w kartingu.

## Statystyki
| Sezon | Seria                                         | Zespół                  | Wyścigi | Zwycięstwa | PP | NO | Podium | Punkty | Pozycja |
| ----- | --------------------------------------------- | ----------------------- | ------- | ---------- | -- | -- | ------ | ------ | ------- |
| 2010  | Europejski Puchar Formuły Renault 2.0         | Interwetten Junior Team | 12      | 0          | 0  | 0  | 0      | 6      | 18      |
| 2011  | Północnoeuropejski Puchar Formuły Renault 2.0 |                         | 2       | 0          | 0  | 0  | 1      | 20     | 36      |